# M̂
Cette page contient des caractères spéciaux ou non latins. S’ils s’affichent mal (▯, ?, etc.), consultez la page d’aide Unicode.
M̂ (minuscule : m̂), appelé M accent circonflexe, est un graphème utilisé dans l’écriture du gulay et du minnan. Il est parfois utilisé en letton lorsque l’intonation syllabique est indiquée. Il s’agit de la lettre M diacritée d'un accent circonflexe.

## Utilisation
Le m̂ minuscule est parfois utilisé en français comme abréviation pour le mot « même »,. Bien qu’il soit facilement utilisé en manuscrit, il est difficile de l’insérer dans les documents informatiques.
En minnan écrit avec le Pe̍h-ōe-jī, ‹ m̂ › est utilisé dans l’orthographe pour représenté un m syllabique avec un cinquième ton /˨˦/, par exemple dans le mot m̂ « fraise ».
En letton, l’accent circonflexe est utilisé lorsque l’intonation syllabique est indiquée et le ‹ m̂ › est par exemple utilisé dans la transcription de ņim̂t dans le dictionnaire Mīlenbahs-Endzelīns.
Le m accent circonflexe a été utilisé dans l’écriture du luxembourgeois pour indiquer la nasalisation, par exemple dans Tim̂ber, dans le Luxemburger Wörterbuch (de) publié entre 1950 et 1975.

## Représentations informatiques
Le M accent circonflexe peut être représenté avec les caractères Unicode suivants (latin de base, diacritiques) :
| formes    | représentations | chaînes de caractères | points de code | descriptions                                             |
| --------- | --------------- | --------------------- | -------------- | -------------------------------------------------------- |
| capitale  | M̂               | M◌̂                    | U+004D U+0302  | lettre majuscule latine m diacritique accent circonflexe |
| minuscule | m̂               | m◌̂                    | U+006D U+0302  | lettre minuscule latine m diacritique accent circonflexe |

## Sources
- « Les principales abréviations utiles à la prise de notes », sur Publidia.fr (consulté le 18 mai 2017)
- (en) Department of Language Education of Nationa Taitung Teachers College, Draft of Proposal to add Latin characters required by Latinized Taiwanese Holo Language to ISO/IEC 10646, 11 mars 2002 (lire en ligne)
- L. Gimeno-Monge et L. M. Hartwell, « GT Méthodologie »(Archive.org • Wikiwix • Archive.is • Google • Que faire ?), juin 2012
- (en) Tè Khái-sū, Taiwan Protocol et Michael Everson, Proposal to add Latin characters required by Latinized Taiwanese languages to ISO/IEC 10646, 26 juin 1997 (lire en ligne)